# Phylloicus maculatus
Phylloicus maculatus är en nattsländeart som först beskrevs av Banks 1901.  Phylloicus maculatus ingår i släktet Phylloicus och familjen Calamoceratidae. Inga underarter finns listade i Catalogue of Life.